# Фостеры
«Фостеры» (англ. The Fosters) — американский драматический телесериал, созданный Питером Пейджем и Брэдом Уэдевидом, премьера которого состоялась 3 июня 2013 года на канале Freeform. В центре сюжета находится межрасовая пара лесбиянок, воспитывающих общих детей. 11 октября 2013 года ABC Family продлил сериал на второй сезон. 13 января 2015 года канал продлил шоу на третий сезон. 30 ноября 2015 года канал продлил шоу на четвёртый сезон. 10 января 2017 года сериал был продлён на пятый сезон.
3 января 2018 года стало известно, что сериал завершится пятым сезоном. Три заключительных специальных эпизода вышли в июне 2018 года.

## Производство
Freeform (до января 2016 — ABC Family) заказал съемки пилотного эпизода сериала, созданного Питером Пейджем и Брэдом Уэдевидом при участии Дженнифер Лопес в качестве исполнительного продюсера, в июле 2012 года. В сентябре Тери Поло и Шерри Сом были утверждены на главные роли в пилоте, а его съемки проходили в ноябре. 6 февраля 2013 года канал утвердил пилот и заказал съемки первого сезона сериала.
Ещё до съемок пилотного эпизода консервативная гомофобная организация «Один миллион матерей» выразила негативную реакцию к шоу, заявив, что лесбиянки и их дети не должны быть в центре сюжетов телешоу. Организация ранее оказалась в центре внимания из-за бойкотирования ситкома о паре геев «Новая норма».

## Актёры и персонажи

### Основной состав
- Тери Поло — Стефани «Стеф» Мари Адамс Фостер, жена Лены, родная мать Брэндона, приемная мать Калли, Хесуса, Марианы и Джуда.
- Шерри Сом — Лена Элизабет Адамс Фостер, жена Стеф, приемная мать Брэндона, Калли, Хесуса, Марианы и Джуда. В финале 1 сезона узнает, что она беременна. Тем не менее, во 2 сезоне у неё обнаруживают эклампсию, и в итоге, она теряет ребёнка.
- Майя Митчелл — Калли Куинн Адамс Фостер (Джейкоб), родная сестра Джуда и сводная сестра Софии, дочь Роберта Куинна, приемная дочь Лены и Стеф, приемная сестра Брэндона, также приемная сестра Хесуса и Марианы. Её мать умерла, а отец находится в тюрьме. Первоначально не может приспособиться к новой семье, но постепенно начинает осознавать, что в этой семье она надолго. В начале сериала развивает отношения с Брэндоном, но после того, как семья Фостеров решает удочерить её, им приходится разорвать свои отношения. Вскоре узнает, что человек, которого она считала своим биологическим отцом — вовсе таковым не является. После этого находит своего биологического отца и узнает, что у неё есть сводная сестра София. В финале 3 сезона официально становится членом семьи Фостеров.
- Дэвид Ламберт — Брэндон Фостер, сын Стеф, приемный сын Лены, приемный брат Калли, также приемный брат Хесуса, Марианы и Джуда. Он талантливый пианист, а также пишет пьесы для фортепиано. В начале 1 сезона встречается с Талией, но расстается с ней из за растущих чувств к Калли. На протяжении почти всего 1 сезона имеет с ней романтические отношения. Но вскоре признает, что Калли нуждается в семье больше, чем в отношениях, и пара расстается. После этого присоединяется к музыкальной группе и начинает встречаться вокалисткой Лу.
- Хейден Байерли — Джуд (Джейкоб) Адамс Фостер, родной младший брат Калли, приемный сын Лены и Стеф, приемный брат Брэндона, Хесуса и Марианы. Он спокойный ребёнок и к приемным семьям относиться более оптимистично, чем Калли. После того, как он переехал к Фостерам, становиться более разговорчивым и энергичным. В школе он развивает близкую дружбу с мальчиком по имени Коннор, связь с которым заставляет Джуда задуматься о своей ориентации[18][19]. Они начинают встречаться в конце 2 сезона. В 3 сезоне Коннор переезжает в Лос-Анджелес, чтобы жить со своей матерью. В 4 сезоне начинает встречаться с Нойем.
- Джейк Ти Остин (1-2 сезоны); Ной Сентинео (начиная со 2 половины 3 сезона) — Хесус Адамс Фостер, брат-близнец Марианы, приемный сын Лены и Стеф, приемный брат Брэндона, Калли и Джуда, биологический сын Аны. Отсутствует в 1 половине 3 сезона так как уехал учиться в школу-интернат. У него был СДВГ, вследствие чего ему пришлось принимать лекарства. После обморока, вызванным таблетками, Хесус решает присоединиться к команде по борьбе, чтобы справиться с импульсивностью. Он начинает встречаться с лучшей подругой Марианы, Лекси. Но пара расстается, из за того что Лекси должна вернуться в Гондурас, в связи с болезнью её бабушки. Далее встречается с Эммой и популярной девочкой Хэйли.
- Сьерра Рамирес — Мариана Адамс Фостер, сестра-близнец Хесуса, биологическая дочь Аны, приемная дочь Лены и Стеф, приемная сестра Брэндона, Калли и Джуда. Добрая и дружелюбная девушка. Занимается танцами. У неё сложные отношения с биологической матерью Аной, на протяжении сериала они часто пересекаются.
- Дэнни Нуччи — Майк Фостер, сержант полиции Сан-Диего, родной отец Брэндона. В начале сериала показывается, что Майк имеет проблемы с алкоголем. Ближе к концу первого сезона начинает встречаться с Дани, которая помогает ему сохранить трезвость. Однако вскоре он узнает, что Дани переспала с Брэндоном и арестовывает её за изнасилование. Помогает Ане бороться с зависимостью.
- Том Уильямсон — Эй Джей Хенсдейл, подросток, которого Калли встретила в Центре помощи. Ищет своего брата Тая. Майк хочет усыновить его, так как он верит в него. Встречается с Калли.

### Второстепенный состав
- Энни Поттс — Шэрон Элкин, мама Стефани Адамс Фостер
- Сэм Макмюррей — Фрэнк Элькин, отец Стеф
- Лоррейн Туссен — Дана Адамс, мама Лены Адамс Фостер
- Стивен Коллинз — Стюарт Адамс, отец Лены Адамс Фостер
- Жустина Мачадо — София Ривьера, мать Лекси
- Карлос Санс — Эрнесто Ривера, муж Софии, отец Лекси
- Мэри Маусер — Сара, бывшая приемная сестра Лиама Олмстеда
- Рози О’Доннелл — Рита Хендрикс
- Керр Смит — Роберт Куинн, отец Калли и Софии
- Бэйли Мэдисон — София Куинн, сводная сестра Калли, дочь Роберта.
- Гэвин Макинтош — Коннор Стивенс, одноклассник и друг Джуда. Впоследствии становится его парнем
- Бьянка А. Сантос — Лекси Ривьера, лучшая подруга Марианы, возлюбленная Хесуса
- Алекс Сэксон — Уайтт, одноклассник и бывший парень Калли
- Мэдисен Бити — Талия Бэнкс, бывшая девушка Брэндона
- Александра Баррето — Ана Гутьеррес, родная мать Хесуса и Марианы
- Эйприл Паркер Джонс — Капитан Робертс
- Энн Уинтерс — Келси, подруга Марианы
- Брендон Джонс — Лиам Олмстед, бывший приемный брат Калли
- Кэйтлин Карвер — Хейли Хейнц, бывшая девушка Хесуса
- Джордан Родригез — Мэтт, гитарист в группе Лу, парень Марианы
- Аманда Лейтон — Эмма, девушка и на данный момент невеста Хесуса
- Джулиан Де Ла Селл — Зак Роджерс, бывший парень Марианы, уехал жить к отцу из за болезни матери
- Гарретт Клейтон — Чейз, бывший любовный интерес Марианы
- Джей Али — Тимоти, учитель литературы
- Дэффэни Макгэрей Кларк — Дафна, подруга Калли из «Girls United», имеет дочь
- Том Фелан — Коул, друг Калли из «Girls United», транссексуал
- Cherinda Kincherlow — Киара, подруга Калли из «Girls United»
- Марла Соколофф — Дани, бывшая подруга Майка
- Эшли Аргота — Лу, певица, бывший любовный интерес Брендона
- Крис Уоррен — Тай Хенсдейл, брат Эй Джея
- Изабела Видович — Тэйлор, подруга Джуда
- Калама Эпштейн — Ной, сын священника, парень Джуда
- Тэннер Бьюкэнэн — Джек Дауни, застенчивый друг Джуда
- Брэндон Куинн — Гейб Данкрофт, биологический отец Хесуса и Марианы. Хесус встретил его, помогая на строительной площадке, не сказав при это, что он его сын
- Луис Хантер — Ник, друг Хесуса и парень Марианы
- Кэтрин Макнамара — Кэт

## Эпизоды
| Сезон | Сезон | Эпизоды | Оригинальная дата показа | Оригинальная дата показа |
| Сезон | Сезон | Эпизоды | Премьера сезона          | Финал сезона             |
| ----- | ----- | ------- | ------------------------ | ------------------------ |
|       | 1     | 21      | 3 июня 2013              | 24 марта 2014            |
|       | 2     | 21      | 16 июня 2014             | 23 марта 2015            |
|       | 3     | 20      | 8 июня 2015              | 28 марта 2016            |
|       | 4     | 20      | 20 июня 2016             | 11 апреля 2017           |
|       | 5     | 22      | 11 июля 2017             | 6 июня 2018              |